# Anzac biscuit
Les Anzac biscuits són unes galetes molt populars que tenen el seu origen a Nova Zelanda i Austràlia. Des de sempre s'han associat amb el Cos d'exèrcit d'Austràlia i Nova Zelanda (Australian and New Zeland Army Corps), que va ser creat a la Primera Guerra Mundial i que és conegut amb la sigla ANZAC, que dona nom a la galeta.
La llegenda explica que les dones dels soldats destinats a l'estranger enviaven aquestes galetes als seus marits, ja que gràcies als ingredients de què estaven fetes, es conservaven durant molt temps i resistien al transport en vaixell. La recepta original d'aquesta galeta està constituïda per flocs de civada, farina, coco ratllat, sucre, mantega, xarop daurat, hidrogencarbonat de sodi i aigua bullent. Un dels aspectes que les caracteritza i que fa possible la seva conservació és el fet que no porten ous.
Avui en dia existeixen receptes diferents i les galetes que es coneixen popularment com Anzac biscuits són diferents de les que rebien els soldats que es deien Anzac tiles (‘rajoles Anzac'), fent referència a la seva duresa, o Anzac wafers (‘pa d'àngel Anzac'), nom irònic, pel fet que el pa d'àngel és tou. També es coneixien com a hardtack (‘galeta nàutica') perquè eren molt dures i resistents i, per això, substituïen el pa.

## Orígens
Els orígens d'Anzac biscuit són poc clars. Existeixen bàsicament dues teories: la primera, ens situaria a la Primera Guerra Mundial (explicada a l'apartat anterior) i la segona, en un moment més remot, lligat a les tradicions del lloc. En un discurs davant la Federació dels Instituts de la Dona d'Otago de l'est (Nova Zelanda), la professora Helen Leach del Departament d'Arqueologia de la Universitat d'Otago va declarar que el terme Anzac apareix per primera vegada en un anunci de la setena edició del llibre de receptes St Andrew's Cookery Book (Dunedin, 1915). En aquesta publicitat, es presentava com un pa de pessic i no com una galeta comuna; tot i que els ingredients hi estaven especificats, faltaven les instruccions. Segons la professora Leach, no es pot considerar com una veritable variant d'Anzac biscuit. No va ser fins a l'any 1917 a Sidney quan va aparèixer la recepta de les Anzac Biscuits al llibre de cuina The War Chest Cookery Book, que era un llibre destinat a recaptar fons per finançar la guerra. La recepta, però, era per a unes galetes totalment diferents fetes amb ous, canyella, espècies variades i farina d'arròs. La mateixa publicació incloïa un model del que avui en dia és lAnzac Biscuit, però amb el nom de Rolled Oats Biscuits (‘galetes de flocs de civada'). La combinació del nom Anzac i la recepta que ara se li associa va aparèixer per primera vegada a la 9a edició del llibre de cuina St Andrew's Cookery Book a Dunedin l'any 1921 sota el nom d'Anzac Crispies. Edicions posteriors van anomenar-les Anzac Biscuits i els llibres de cuina australians van imitar-ho. La professora Leach també va afirmar que investigacions més extenses podrien demostrar referències anteriors a aquest nom i a la recepta tant a Austràlia com a Nova Zelanda.

## Aspectes legals
Anzac és un terme protegit per la legislació australiana i per ser utilitzat amb finalitats comercials ha de comptar amb l'aprovació d'un departament del govern australià que s'encarrega de vetllar pels veterans de guerra que van participar en la Primera Guerra Mundial i les seves famílies. Així doncs, les restriccions d'aquest terme estan consagrades en la legislació de Nova Zelanda, on el Governador general pot controlar l'ús comercial d'aquest mot o d'un que s'hi assembli. Hi ha una exempció general concedida per les Anzac biscuits, sempre que aquestes galetes segueixin sent bàsicament fidels a la recepta original i alhora s'hi faci referència i es venguin amb aquest nom i mai com galetes comunes. Un exemple de l'aplicació d'aquesta restricció es va produir en la cadena de restaurants Subway que va deixar de posar les galetes en el seu menú al setembre de 2008.

## Comercialització i beneficis que genera
La producció de les galetes Anzac biscuits està enfocada a la venda en botigues i sovint els beneficis que genera la seva comercialització es destinen a associacions com ara la RSA (Royal New Zeland Returned Services' Association) o la RSL (Returned and Services League of Australia). Totes dues són organitzacions que es van crear a les acaballes de la Primera Guerra Mundial –el 1916– per donar suport, ajudar i dignificar els australians que havien participat en el conflicte. La RSA és d'abast neozelandès i es coneix com una associació que fa activitats per rememorar el conflicte, tot vetllant per la pau; la RSL representa els ex-integrants i els integrants de les Forces Armades d'Austràlia i té la missió de garantir que el país sigui segur, estable i progressista.
Hi ha una part de les Anzac biscuits que es produeixen a Austràlia que es comercialitzen a supermercats de Gran Bretanya, on un tant per cent dels beneficis que generen es destinen a la Royal British Legion, l'anàloga de la RSL al continent europeu. A Espanya, el producte que més s'assembla a les Anzac biscuit són les galetes marineres Daveiga, les quals apareixen a les travesses en vaixell del segle xv.